# Susenyos d'Éthiopie
Susenyos (né en 1572 et mort en 1632) - en langue guèze ሱስንዮስ (Sūsinyōs) - fut Negusse Negest de l'Empire éthiopien sous les noms de Seltan Sagad et Malak Sagad de 1604 à 1632.

## Biographie
Il est le fils de gram Fasil, un petit-fils du roi (Negusä nägäst) Lebna Dengel (1508-40) connu sous le nom de règne de Dawit II. Il doit lutter pour accéder au trône en 1607. Enfant, il était tombé aux mains des Oromo, dont le chef, avant qu’il soit repris, l’éleva comme son propre fils. Adolescent, il échappa au sort habituel des princes candidats à la succession, enfermés dans le monastère-forteresse de Guéchén. Il accompagne le souverain Sarsa Dengel dans sa dernière expédition, et s’enfuit à la mort de ce dernier quand les grands mettent sur le trône Yaqob, encore enfant, jugé plus maniable. Il se réfugie alors chez les moines du Godjam et du Choa, puis chez les Oromo, qui lui fournissent ses premières armées. Grâce à ces alliés, il soumet progressivement Choa et Bizamo, rançonne les gouverneurs musulmans, s’assure Oualaqa, le Merabiétié et l’Ifat.
Pendant ce temps le jeune Yaqob supporte difficilement la tyrannie des nobles et entre en lutte avec eux. Il est déposé et exilé sous les prétextes de paganisme et de magie.
Za Dengel, intelligent et courageux, lui succède. Mais comme il incline vers le catholicisme, l’Abuna Pétros l’excommunie, les grands le pourchassent et, malgré l’appui des soldats descendants des Portugais, l’Empereur est laissé pour mort sans sépulture sur le champ de bataille (1604).
À la mort de Za Dengel, Susneyos a assez d’appuis parmi les grands pour recevoir la couronne à Martula Maryam (décembre 1604). Mais d’autres seigneurs rappellent Yaqob. Le plus puissant allié de Yaqob, Za-Sellasié, est défait et se soumet. Yaqob lui-même est vaincu dans le Godjam. Susneyos établit aussitôt sa résidence à Gubaé.
Susneyos est couronné à Aksoum en 1608. Il lutte contre les ennemis du dehors : il arrête la poussée des Oromo et amène l’assimilation d’une partie d’entre eux. Il combat les Agew et réprime la révolte du Falacha Gédéon. Il entre en guerre contre le royaume musulman des Foundj, au Soudan, par où passe la route des caravanes du Sennar, qui rejoint le Nil. Il envoie comme présent à Baâdy, sultan des Foundj, entre autres cadeaux, des bracelets d’or, emblème de vassalité. En retour, Baâdy lui offre deux vieux chevaux aveugles et boiteux, ce qui provoque une série d’expéditions punitives du négus.

## Susneyos et le catholicisme
En 1613, Susneyos est décidé de tenir la promesse qu’il considère que ses prédécesseurs ont fait de se rallier à l’Église de Rome lors de l’intervention portugaise de 1541. La mer Rouge étant impraticable, le père António Fernandes propose de gagner par voie de terre Malindi (Mélinde), aux bouches du Zambèze, où les Portugais ont des établissements, soit quatre mille kilomètres. L’expédition marche jusqu’aux limites du Kaffa, mais doit faire demi-tour après avoir atteint le cours du Guibié et visité le roi du Gingéro, perché sur une sorte d’observatoire d’où il procède à des sortilèges.
Malgré l’échec de l’expédition, malgré les opposants qui tentent de le faire excommunier publiquement par l’Abouna, Susneyos persiste et commence par interdire l’observation du sabbat. Les grands d’Éthiopie se rallient en nombre à l'Église catholique des Jésuites qui ont su rendre accessible la religion en l’exprimant dans la langue du peuple, qui font progresser l’architecture et la peinture sacrée. L’action politique des derniers métropolites coptes et le relâchement de leurs mœurs, qui s’opposent à la rigueur et à la science des Jésuites, achève de les convaincre.
En 1621, Susneyos se confesse auprès du père jésuite Pedro Páez, faisant ainsi profession de foi catholique. Puis, le 2 novembre, il fait proclamer la religion romaine à Aksoum où le grand majordome lit l’édit impérial en présence des grands, dont beaucoup sont déjà convertis.
Le patriarche Afonso Mendes, nommé par le roi du Portugal (en vertu du principe de 'Padroado'), impose des mesures rigides et intransigeantes qui sont immédiatement impopulaires : re-baptême des chrétiens éthiopiens, re-consécration des églises dont les Arches (les tabot traditionnels), sont bannis. Il fait abandonner sans transition la liturgie traditionnelle en langue guèze pour la messe en latin que nul ne comprend, et renoncer au culte des saints éthiopiens, dont parfois les restes sont déterrés et jetés hors des sanctuaires. Des sanctions terribles (langue coupée, bûcher ou pendaison), frappent ceux qui se rebellent contre l'empereur, provoquant en retour une révolte générale. Dès 1621, Ras Sela-Christos, le plus catholique des grands, doit tailler en pièces une foule rebelle comprenant nombre de religieux.
En 1632, la rébellion contre la religion romaine imposée en 1621 devient guerre civile. Sous les ordres de Mélkas-Christos, une armée, constituée surtout de montagnards du Lasta, marche contre les troupes impériales, qui connaissent d’abord un échec. Les soldats veulent bien sauver l’empire, mais refusent de défendre la religion étrangère. Susneyos cède, et les troupes impériales écrasent les vingt-cinq mille révoltés à Ouaïna-Dega. La bataille fait huit mille victimes. Susneyos abdique alors en faveur de son fils Fasiladas le 14 juin 1632 et rétablit la religion nationale. Il meurt le 17 septembre suivant.

## Sources
- Paul B.Henze Histoire de l'Éthiopie, l'œuvre du temps Traduction de Robert Wiren. Éditeur: Moulin du Pont Paris (2004)  (ISBN 2845865376).
- Hubert Jules Deschamps, (sous la direction). Histoire générale de l'Afrique noire de Madagascar et de ses archipels Tome I : Des origines à 1800. p. 411-412 P.U.F Paris (1970);
- Jean Doresse, Au pays de la reine de Saba : l'Éthiopie, antique et moderne, A. Guillot, 1956 (lire en ligne)